# NGC 5907
NGC 5907は、地球から約5000万光年離れた位置にある渦巻銀河である。Knife Edge GalaxyやSplinter Galaxyとも呼ばれる。1788年にウィリアム・ハーシェルが発見した。

## 特徴
異常に低い金属量で、巨星の数は少なく、ほぼ矮星で構成されているように見える。NGC 5866銀河群の1つである。
NGC 5907は長い間、相対的に孤立しているにも関わらず歪んだ形の渦巻きの典型例と考えられてきた。2006年、天文学者の国際チームが、この銀河を取り巻く潮汐ストリームの存在を発表し、ストリームの重力による摂動が歪みの原因になっていることを示唆した。これらの潮汐ストリームの一部の存在は、近年のさらに詳細な調査で、異議が唱えられている。
NGC 5907内で、1つの超新星（型は未知、14.3等級）が観測されている。
また、この銀河には、超大光度X線源が存在している。

## 位置
りゅう座の方角、りゅう座イオタ星の付近に真横の面が見える。また、はるかに遠い銀河NGC 5965の近くに見られる。

## NGC番号
NGC 5907はNGC 5906としても知られている。この2つ目のNGC番号は、この銀河のダストレーンの西側の、より暗い部分のために振られた番号である。この部分は、天文学者・物理学者のジョージ・ジョンストン・ストーニーが1850年4月13日に記録した。